# Пшехскаја
Пшехскаја (рус. Пшехская) полуурбано је насељено место са административним статусом станице на југозападу европског дела Руске Федерације. Налази се у централном делу Краснодарске покрајине и административно припада њеном Белоречењском рејону.
Према подацима националне статистичке службе РФ за 2010, у селу је живело 5.064 становника.

## Географија
Село Пшехскаја се налази у централном делу Краснодарске покрајине на неких 11 км југозападно од града Белореченска. Село се налази на левој обали реке Пшехе (по којој је и добило име), у степској зони Закубањске равнице.

## Историја
Насеље су 1862. основали припадници кубањског козачког пука под командом генерал-мајора Тихоцког, и првобитно је било замишљено као мањи војнички логор.

## Демографија
Према подацима са пописа становништва 2010. у селу је живело 5.064 становника.
| 2002. | 2010. |
| ----- | ----- |
| 4.915 | 5.064 |